# Brixx
Brixx fue una banda de pop danesa que representó a Dinamarca en el Festival de Eurovisión 1982, con la canción "Video, Video".
El grupo constaba de cinco miembros, Brixx Hawthorne, Jens Brixtofte (que también era el compositor del tema), John Hatting, Torben Jacobse, Steen Eljer Olsen y Bjørn Holmgård Sørensen.
El Festival se celebró en Harrogate, Reino Unido el 24 de abril. La canción solo obtuvo 5 votos (3 de Portugal, 1 de Suecia y 1 de Irlanda) y finalizó en 17.ª posición de un total de 18 países, solo por delante de Finlandia.

## Discografía
Sencillos
- "Video, Video" (1982)
- "Skolen Er Forbi" (1982)